# Хойер I фон Мансфелд
Хойер I фон Мансфелд Велики (на немски: Hoyer I von Mansfeld; Hoyer der Große; † 11 февруари 1115, Велфесхолц до Гербщет, Саксония-Анхалт) е фелдмаршал на император Хайнрих V и първият от фамилията му графове на Мансфелд, който се нарича на фамилния замък Мансфелд в Мансфелд.

## Биография
Той е син на Хойер фон Мансфелд и на Христина, дъщеря на пфалцграф Зигфрид II фон Ваймар-Орламюнде или на Зигфрид II фон Мерзебург.
Хойер фон Мансфелд е верен на император Хайнрих V, става негов фелдмаршал. На 9 март 1113 г. близо до Кведлинбург той разгромява като командир на императорската войска въстанието на саксонската благородническа опозиция, между тях архиепископ Адалберт I фон Саарбрюкен, ландграф Лудвиг от Тюрингия, саксонския херцог Лотар фон Суплинбург (по-късният император Лотар III), граф Зигфрид фон Орламюнде и граф Випрехт фон Гройч против император Хайнрих V.
Съпротивата се формира отново малко по-късно. На 10 и 11 февруари 1115 г. е решителната битка на Велфесхолц, в която Хойер I е убит в двубой от Випрехт фон Гройч. Битката е загубена за императорските привърженици, и Хайнрих V трябва да напусне Саксония.
Хойер е погребан в манастир Мансфелд, подарен от неговата фамилия. В случай на победа Хойер трябвало да бъде номиниран на херцог от Хайнрих V.
Писателят Теодор Кьорнер пише по-късно народната сага Graf Hoyer von Mansfeld oder die Schlacht am Welfesholze, която разказва за битката.